# Трстеник (Ланишће)
Трстеник је село у северном делу хрватске Истре. Налази се на територији општине Ланишће и према попису из 2001. године има 4 становника. Године 1890, село је имало 223 становника.
Село је смештено на путу Бузет-Ланишће.
У селу постоји црква св. Луције, која се помиње 1580. године.